# Santo Stefano (Sante Marie)
Santo Stefano è una frazione di circa 250 abitanti di Sante Marie (AQ), in Abruzzo.

## Geografia fisica
Il paese marsicano sorge a 1 037 m s.l.m. a ridosso del monte Faito (1 455 m s.l.m. lungo la catena dei monti Carseolani), nell'Appennino abruzzese.
Dista circa 2,5 chilometri dal capoluogo comunale.

## Storia

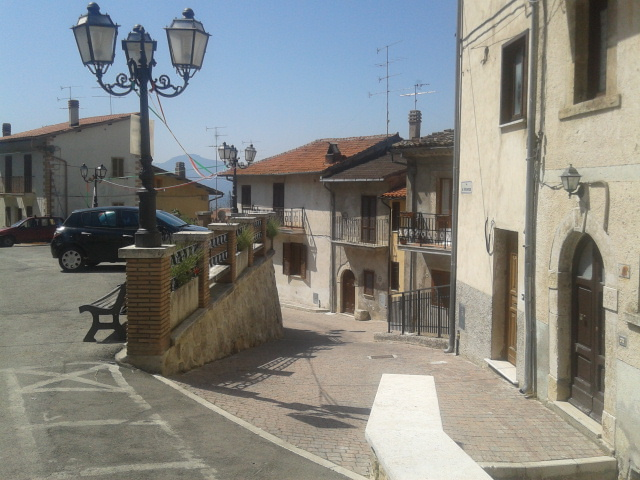
Scorcio del paese

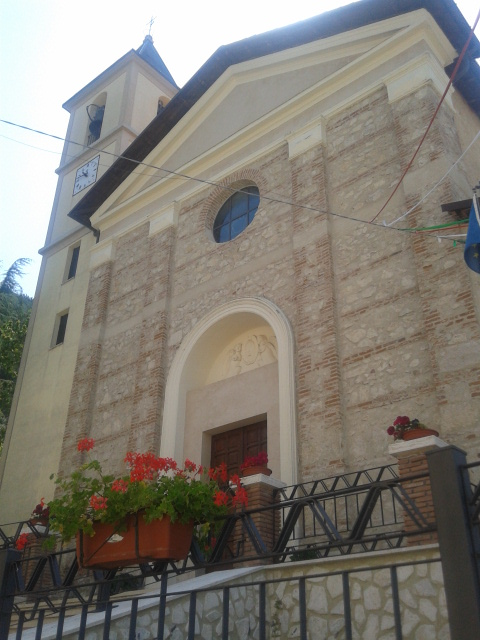
Chiesa di Santo Stefano protomartire

Il territorio di Santo Stefano, abitato in epoca preromana e romana dagli Equi, segnava nella località montana denominata Le Colonnelle uno dei confini degli albensi. Nella limitrofa val de' Varri venne infatti rinvenuta una lapide che riportava l'iscrizione "Albensium fines". Tale lapide fu custodita nella chiesa di Santa Maria a Scanzano.
Le prime attestazioni storiche note dell'abitato moderno risalgono al 1188 quando, nella bolla del 31 maggio, Papa Clemente III elenca al vescovo Eliano tutte le chiese di pertinenza della diocesi dei Marsi e fra queste menziona anche la "ecclesia Sancti Stephani in Caprili". Tale chiesa, connessa con un cenobio benedettino, rimase l'unica attestazione della presenza monastica anche dopo la scomparsa dei religiosi e attorno ad essa si aggregarono le prime moderne forme insediative che dal protomartire Stefano, titolare del luogo di culto, derivarono il toponimo.
Il borgo, incluso fino all'eversione feudale attuata nei primi anni del XIX secolo, in parte all'universitas di Castelvecchio e in parte a quella di Scanzano, venne aggregato insieme agli altri borghi della valle di Luppa al comune riunito di Sante Marie. Nel censimento del 1871 il borgo fece registrare 462 residenti. Danneggiato dal terremoto della Marsica del 1915 il paese è stato restaurato, diventando nel corso del XX secolo un'amena località di villeggiatura. Tra le numerose frazioni del comune di Sante Marie è quella più popolosa.

## Monumenti e luoghi d'interesse

### Architetture religiose
Chiesa di Santo StefanoLa parrocchiale dedicata a santo Stefano protomartire è risalente, con ogni probabilità, al XII secolo come attestato dalla bolla di Papa Clemente III al vescovo dei Marsi, Eliano. Nel prezioso documento la chiesa venne chiamata "Santo Stefano in Caprile".
Chiesa della Madonna della NeveAntico edificio di culto la cui edificazione, stando ad un'incisione su pietra, sarebbe riconducibile all'anno 1790. La chiesa rurale è sormontata da un piccolo campanile a vela.

### Architetture civili
Palazzo TomeiL'edificio nobiliare è situato al centro del paese. Edificato come una struttura fortificata a cominciare dal 1724 dalla famiglia Paoluzi, fu completato nel corso del XVIII secolo. Danneggiato dal terremoto della Marsica del 1915 fu successivamente restaurato.

### Siti archeologici
Prima della romanizzazione della zona a cui appartiene Santo Stefano, avvenuta a partire dalla fine della seconda guerra sannitica (304 a.C.), l'intero territorio era incluso in quello della contemporanea Marsica occidentale nei pressi del confine con il Cicolano. Qui in origine venivano utilizzate forme di insediamento per abitati sparsi, localmente noti come "ocres". A ridosso del monte Faito è stato individuato uno di questi insediamenti.
Al periodo che segue la romanizzazione risale invece il vicus individuato tra Santo Stefano e Scanzano. Questo villaggio con ogni probabilità ospitava al suo interno un santuario cultuale legato alle pratiche della "sanatio" (risanamento), come è attestato dal rinvenimento di alcuni ex voto fittili.
Per il periodo medievale, infine, oltre al già citato cenobio, nel territorio santostefanese e nella val de' Varri insistevano le presenze monastiche di "Santo Petri", "Santi Janni" e "Santa Maria Extramoenia" (o "Santa Maria Moneta"), di cui restano i toponimi e le tracce archeologiche.

### Aree naturali
Il paese è situato su un pianoro delimitato dai monti Carseolani in posizione dominante sulla val Macina, propaggine della val de' Varri. L'area si caratterizza per la presenza di boschi di faggio, quercia, castagno. La fauna selvatica annovera caprini, cinghiali, cervi, caprioli, linci, volpi, tassi, istrici e numerose specie di uccelli, fra cui la poiana e la civetta. Il territorio offre svariate possibilità di escursioni a piedi, a cavallo o in mountain bike. Tutto ciò rappresenta per Santo Stefano un'importante attrattiva turistica.
Sentiero di CorradinoRipercorre le tappe del giovane Corradino di Svevia attraversando tutto il territorio di Sante Marie, raggiungendo il monte Faito e i paesi di Scanzano e Santo Stefano, proseguendo verso Castelvecchio, la valle di Luppa, Villa Romana e la piana del Cavaliere.
Cammino dei BrigantiItinerario costituito da diverse tappe che tocca comuni dell'Abruzzo e del Lazio per un totale di circa 100 chilometri.

## Società

### Tradizioni e folclore
La notte fra il 24 ed il 25 dicembre si rievoca una delle tradizioni più caratteristiche e antiche: il fuoco della Capanna e la processione delle 'ntosse. All'imbrunire, subito dopo la funzione religiosa che fa da preambolo ai riti del Natale, sulla cresta inferiore del monte Faito viene acceso un enorme falò, "La Capanna", visibile a diversi chilometri di distanza, dalla quale anticamente i contadini traevano gli auspici per il raccolto dell'anno venturo. In base alla direzione che prende il fumo si prevede abbondanza di castagne (se il fumo piega verso ovest), di prodotti agricoli (se il fumo si dirige a sud), di uva (se la direzione del fumo è l'est), scarsità generale (per il nord). Poco prima della mezzanotte la processione delle 'ntosse, una sfilata di fiaccole, anima le vie del borgo. Annualmente, ad agosto, si tiene la "festa dei canestri" (localmente detta "festa 'ejji canistri"), ovvero dei recipienti in vimini ricolmi di prodotti tipici locali che venivano donati agli sposi per il pranzo nuziale.

## Infrastrutture e trasporti

### Strade
La strada provinciale 89 Dorsale Palentina collega i comuni di Sante Marie e Tagliacozzo attraversando il territorio di Santo Stefano.